# Alicia en el país de las maravillas (película de 1966)
Alicia en el país de las maravillas (Alice in Wonderland) es una película para televisión de la BBC, basada en la obra Las aventuras de Alicia en el país de las maravillas de Lewis Carroll (es la sexta película basada en el libro). Fue dirigida por Jonathan Miller, famoso en aquel entonces por ser uno de los autores y actores de la revista satírica Beyond the Fringe. Fue un inusual proyecto, estrenado el 28 de diciembre de 1966.
La obra contó en su elenco con algunos de los más prominentes actores británicos de la época como Michael Redgrave (la Oruga azul), John Gielgud (como la Falsa Tortuga), y Peter Sellers (como el Rey de Corazones), también participaron el resto de compañeros de Miller en Beyond the Fringe, Peter Cook y Alan Bennett como el sombrerero y el Ratón respectivamente. El personaje principal fue interpretado por Anne-Marie Mallik, la hija de trece años de un abogado de Surrey, en la que fue su única interpretación conocida. Wilfrid Brambell interpretó al Conejo Blanco, Michael Gough y Wilfrid Lawson fueron la Liebre de Marzo y el Lirón, Alison Legatt fue la Reina de Corazones, y Leo McKern como la Duquesa. La estrella de la radio y la televisión Malcolm Muggeridge interpretó al Grifo. En la obra también apareció Eric Idle, sin acreditar como miembro de la camarilla real, años antes de darse a conocer por formar parte del grupo cómico Monty Python, 
Ravi Shankar compuso la música. Las escenas interiores fueron grabadas en el hospital Netley, un edificio de mitades del siglo XIX que fue demolido poco después del rodaje de esta película.
Uno de los mayores puntos de interés de la película es el vestuario: el Rey y la Reina de Corazones van vestidos como la Reina Victoria y el Príncipe Alberto, que representan la idiosincrasia de los personajes originales de Carroll; la poderosa reina que lleva las riendas y su marido consorte.